# Distriktsrabbinat (Bayern)
Die Distriktsrabbinate entstanden in Bayern bis 1825 und teilten die jüdischen Gemeinden in Distriktsverbände, die zugleich Rabbinatsbezirke waren, ein.
Das am 10. Juni 1813 erlassene Edikt, die Verhältnisse der jüdischen Glaubensgenossen betreffend, auch als bayerisches Judenedikt bezeichnet, verfügte in Paragraph 24: Wo die Juden in einem gewissen mit der Territorialeinteilung des Reichs übereinstimmenden Bezirke in einer Zahl von wenigstens 50 Familien vorhanden sind, ist ihnen gestattet, eine eigene kirchliche Gemeinde zu bilden und an einem Orte, wo eine Polizeibehörde besteht, eine Synagoge, einen Rabbiner und eine eigene Begräbnisstätte zu haben.
Weitere Regelungen wurden durch Verordnung vom 22. Mai 1825 erlassen und auf Grund von Durchführungsverordnungen der Kreisregierungen. Für Unterfranken erst durch Verordnung vom 31. Dezember 1839. Insgesamt sollten 48 Distriktsrabbinate entstehen. In den jeweiligen Kreisen die in Klammern angeführte Anzahl: Oberbayern (1), Oberpfalz (4), Oberfranken (8), Mittelfranken (13), Unterfranken (6), Schwaben (12) und Pfalz (4).
Jeweils ein Rabbiner leitete ein Distriktsrabbinat, das auch als Rabbinatsdistrikt bezeichnet wurde. Der Rabbiner war für die Betreuung der ländlichen Gemeinden verantwortlich und zu Besuchen bei bestimmten Anlässen verpflichtet. Er musste eine Mindestzahl von „Predigten“ bei jeder jüdischen Gemeinde halten.
Es entstanden folgende Distriktsrabbinate:
- Adelsdorf
- Altenstadt
- Ansbach (bereits Landrabbinat in markgräflich-ansbachischer Zeit und unter preußischer Hoheit)
- Aschaffenburg
- Augsburg
- Bad Kissingen
- Baiersdorf
- Bamberg
- Bayreuth
- Bischberg
- Burgebrach
- Burgkunstadt
- Burgpreppach
- Dittenheim
- Fürth
- Gunzenhausen (bereits Landrabbinat in markgräflich-ansbachischer Zeit und unter preußischer Hoheit)
- Hagenbach
- Ichenhausen
- Kriegshaber
- Niederwerrn
- Oettingen
- Regensburg
- Schopfloch
- Schwabach (bereits Oberrabbinat nach 1792 in markgräflich-ansbachischer Zeit und unter preußischer Hoheit)
- Schweinfurt
- Sulzbürg
- Uehlfeld
- Wallerstein
- Wassertrüdingen (bereits Distriktsrabbinat nach 1792 unter preußischer Herrschaft)
- Welbhaus
- Würzburg